# Šalomounův atol

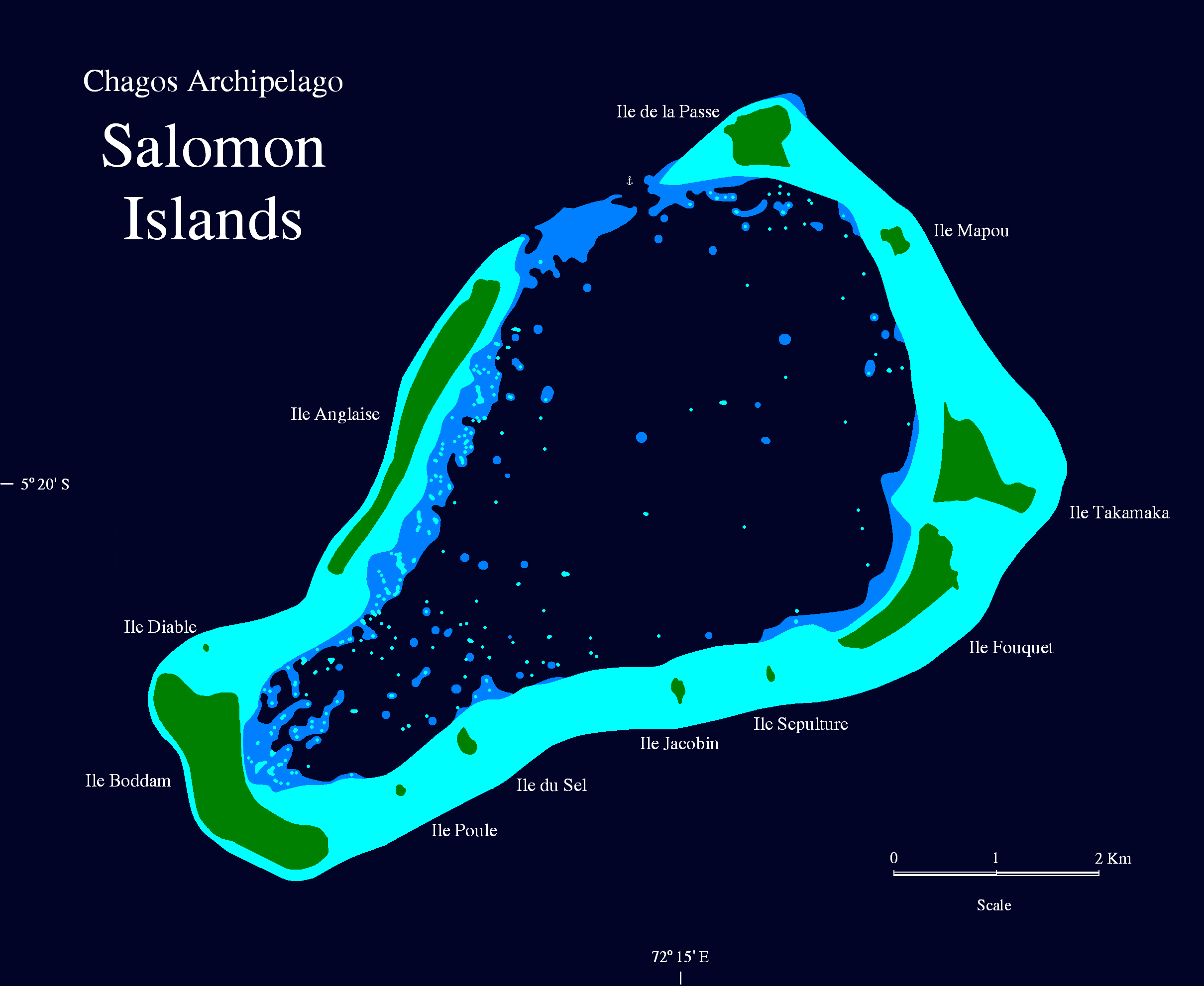
Mapa Šalomounova atolu

Šalomounův atol (někdy též Šalomounovy ostrovy, anglicky Salomon Islands, s výslovností  [ˈsæləmən ˈaɪləndz]IPA) je malý atol v Čagoském souostroví v Britském indickooceánském území. Leží ve vodách Indického oceánu.

## Popis
Atol se nachází na severovýchodě Čagoských ostrovů, mezi atoly Blenheim Reef a Peros Banhos. Hlavními ostrovy ve skupině jsou ostrov Boddam o rozloze 1,08 km² s bývalým hlavním sídlem a ostrůvek Anglaise (0,82 km²), oba na západním a severozápadním okraji atolu. Na ostrůvcích Fouquet (0,45 km²) a Takamaka (0,48 km²) bývaly menší osady Čagosanů, původních obyvatel souostroví. Ostrůvek de la Passe má rozlohu 0,28 km², ostrůvek Mapou 0,04 km². Zbývající ostrůvky jsou mnohem menší. Celková rozloha ostrůvků v atolu je 3,56 km².
Na severní straně je mezi ostrůvky Anglais a de la Passe průchod do laguny atolu, který nese název Baie de Salomon. Šalomounův atol je u jachtařů proplouvajících mezi Čagoskými ostrovy jedním z oblíbených míst k zakotvení, přestože se zde nenachází žádné žádné úvaziště pro lodě a k přistání je třeba povolení úřadů Britského indickooceánského území. Neobydlené ostrovy jsou zarostlé hustou nízkou džunglí a mezi kokosovými palmami je těžké najít stopy bývalých osad.

## Historie

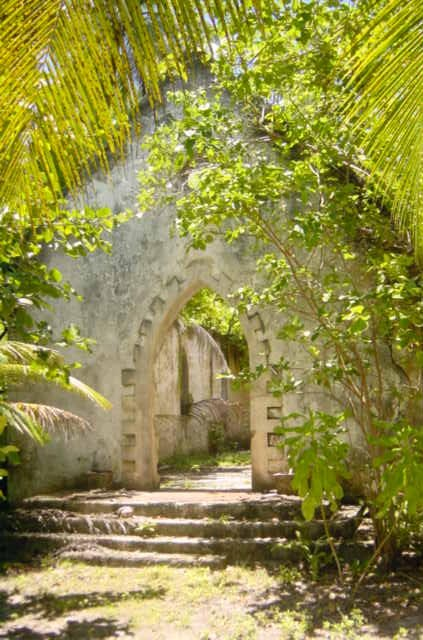
Opuštěný kostel na ostrově Boddam

Atol byl osídlen ve druhé polovině 18. století pracovníky kokosových plantáží z tehdejší francouzské ostrovní kolonie Île de France (nyní součást státu Mauricius). O podmínkách pro dělníky, kteří byli většinou afrického původu, je známo jen málo. Pravděpodobně žili v podmínkách blízkých otroctví. Společnost využívající plantáž nesla název Chagos Agalega Compagnie.
Šalomounův atol byl zkoumán v roce 1837 Robertem Moresby z britsko-indického námořnictva na lodi HMS Benares. Moresbyho průzkum vytvořil první podrobnou mapu atolu. Atol byl v roce 1905 znovu prozkoumán B. T. Sommervilleem na lodi HMS Sealark, který vypracoval přesnější mapu. Některé z ostrůvků byly tehdy obývány Čagosany, ale v době, kdy se britská vláda rozhodla obyvatelstvo Čagoských ostrovů vystěhovat, byl obydlen pouze ostrov Boddam.
V letech 1967 až 1973 bylo Brity kvůli zřízení americké vojenské základy vystěhováno 500 obyvatel Šalomounova atolu. Místní lidé byli přesídleni na Mauricius a Seychely. Ostrov Boddam měl v té době přístavní molo, obchody, kanceláře, školu, kostel a vilu, kde bydlel vedoucí plantáže. Všechny tyto budovy jsou nyní zarostlé hustou džunglí. Na ostrovech Boddam a Takamaka[zdroj⁠?!] jsou prameny, které jachtaři nadále používají k doplnění svých zásob vody.

## Ostrůvky
Jednotlivé ostrůvky atolu, od severu ve směru hodinových ručiček:
- de la Passe
- Mapou
- Takamaka
- Fouquet
- Sepulture
- Jacobin
- du Sel
- Poule
- Boddam
- Diable
- Anglaise